# 5163 Vollmayr-Lee
5163 Vollmayr-Lee è un asteroide della fascia principale. Scoperto nel 1983, presenta un'orbita caratterizzata da un semiasse maggiore pari a 2,4684892 au e da un'eccentricità di 0,2018761, inclinata di 7,54163° rispetto all'eclittica.
L'asteroide è dedicato all'astronoma statunitense Katharina Vollmayr-Lee.